# 尼諾爾 (夏威夷州)
尼諾爾（英語：Nīnole）是位於美國夏威夷州夏威夷縣的一個非建制地區。該地的面積和人口皆未知。

## 地理
尼諾爾的座標為19°08′02″N 155°30′45″W / 19.13389°N 155.51250°W，而該地的平均海拔高度為26米（即85英尺）。